# 英格丽德·哈特曼
英格丽德·哈特曼（德語：Ingrid Hartmann，1930年7月23日—2006年11月9日），德国女子皮划艇运动员。她曾代表德国联队参加1960年夏季奥林匹克运动会皮划艇比赛，获得女子双人皮艇500米银牌。